# Carandiru (película)
Carandiru es una película dramática argentino-brasileña de 2003 dirigida por Héctor Babenco. Está basada en el libro Estação Carandiru (en español: Estación Carandiru) de 1999 del Dr. Drauzio Varella, un médico y especialista en sida, que es representado por Luiz Carlos Vasconcelos en la película.
Carandiru cuenta algunas de las historias que ocurrieron en la penitenciaría Carandiru, la cual fue una de las prisiones más grandes de Latinoamérica. La historia culmina con la masacre de 1992, donde murieron 111 prisioneros, de los cuales 102 fueron asesinados por la policía. La película fue lo último para lo que se usó la prisión antes de su demolición en 2002, un año antes del estreno.
Esta película ganó, entre otros premios, el India Catalina a mejor película en el Festival de Cine de Cartagena en el año 2004.